# 南京大屠杀研究——日本虚构派批判
《南京大屠杀研究——日本虚构派批判》，为上海交通大学教授程兆奇所著关于南京大屠杀的论著。2002年12月出版，2017年12月又出版了新编。此书重点批驳了日本虚构派的各种论点，用大量日本史料求证南京大屠杀存在。